# 사랑의 자물쇠

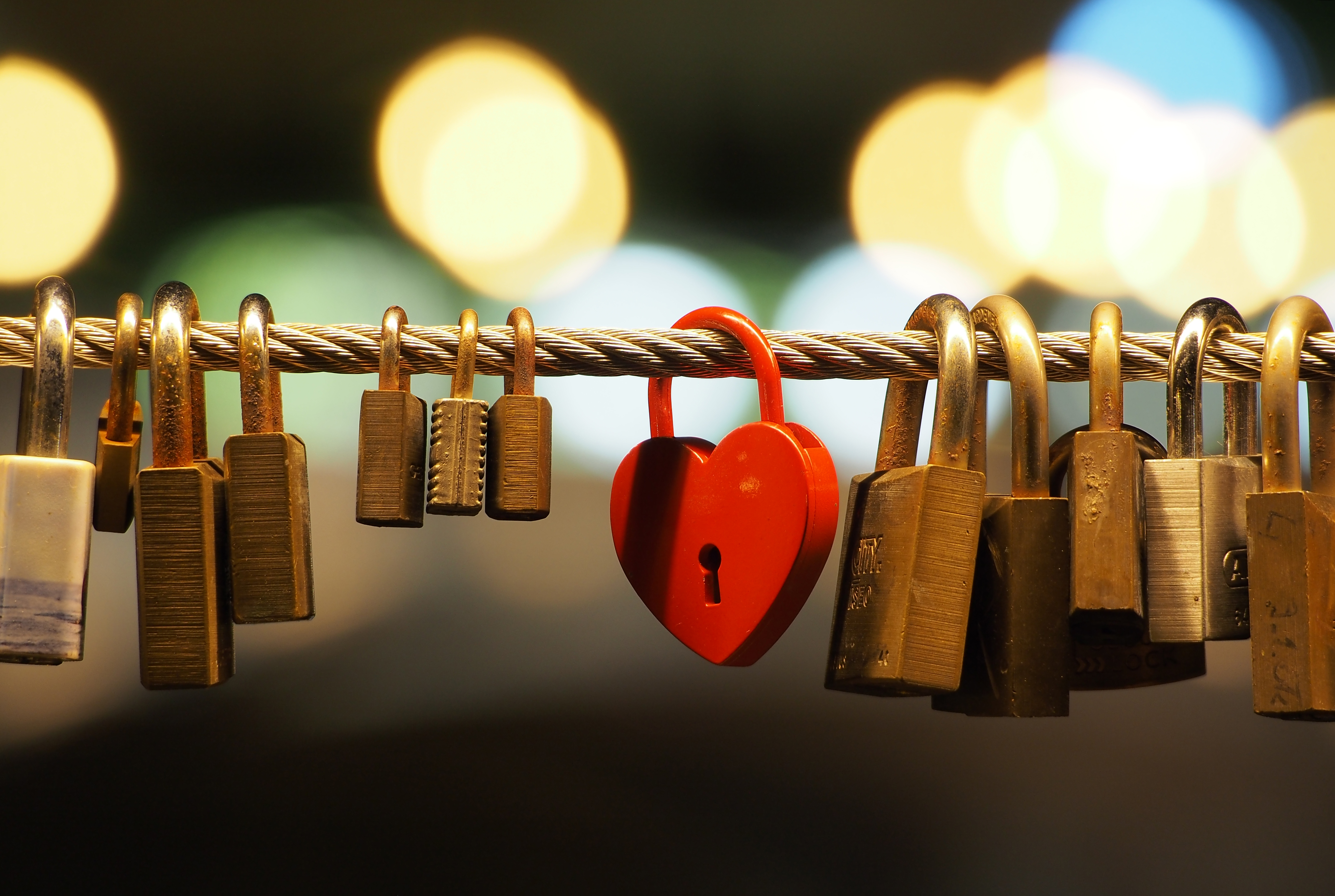
밤에 촬영한, 슬로베니아 류블라나의 푸줏간 다리에 걸려 있는 사랑의 자물쇠

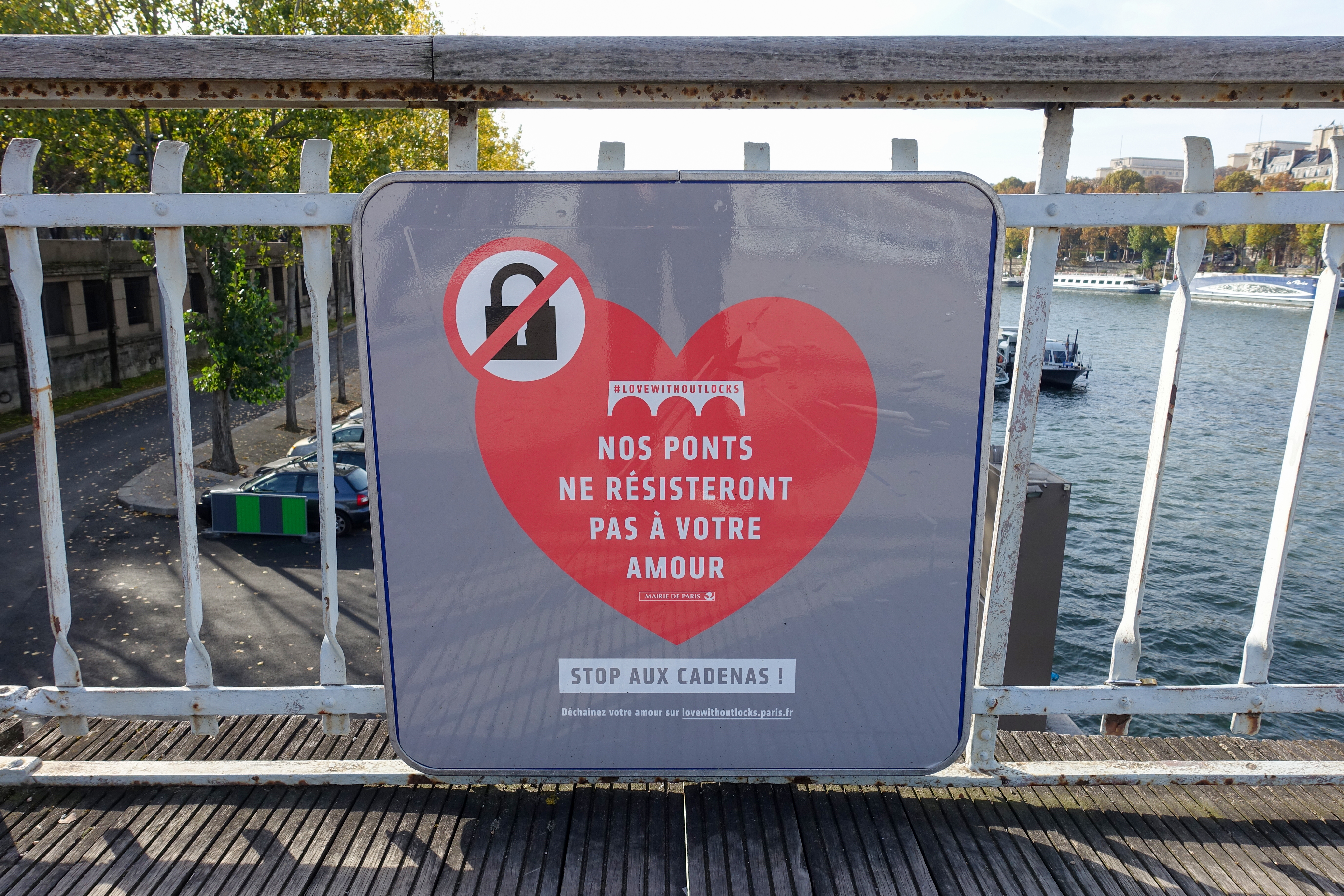
파리 드빌리 육교의 사랑의 자물쇠 방지 캠페인

사랑의 자물쇠(love lock , love padlock)는 연인들이 다리, 울타리, 입구, 기념물 등의 공공 시설물에 사랑을 상징화하기 위해 다는 맹꽁이자물쇠이다. 대개 연인의 이름이나 첫글자, 간혹 날짜가 자물쇠에 새겨지며, 열쇠는 영원한 사랑을 상징화하기 위해, 보통 근처의 강에 버려진다.
사랑의 자물쇠는 2000년대부터 전세계적으로 급증하여, 현재 흔히 지방자치단체한테 쓰레기나 반달리즘으로 간주당하며, 제거하는 데는 비용이 들어간다. 하지만 이를 포용하고 자금모집계획이나 관광객 유인책으로 활용하는 지방자치단체도 있다.

## 역사

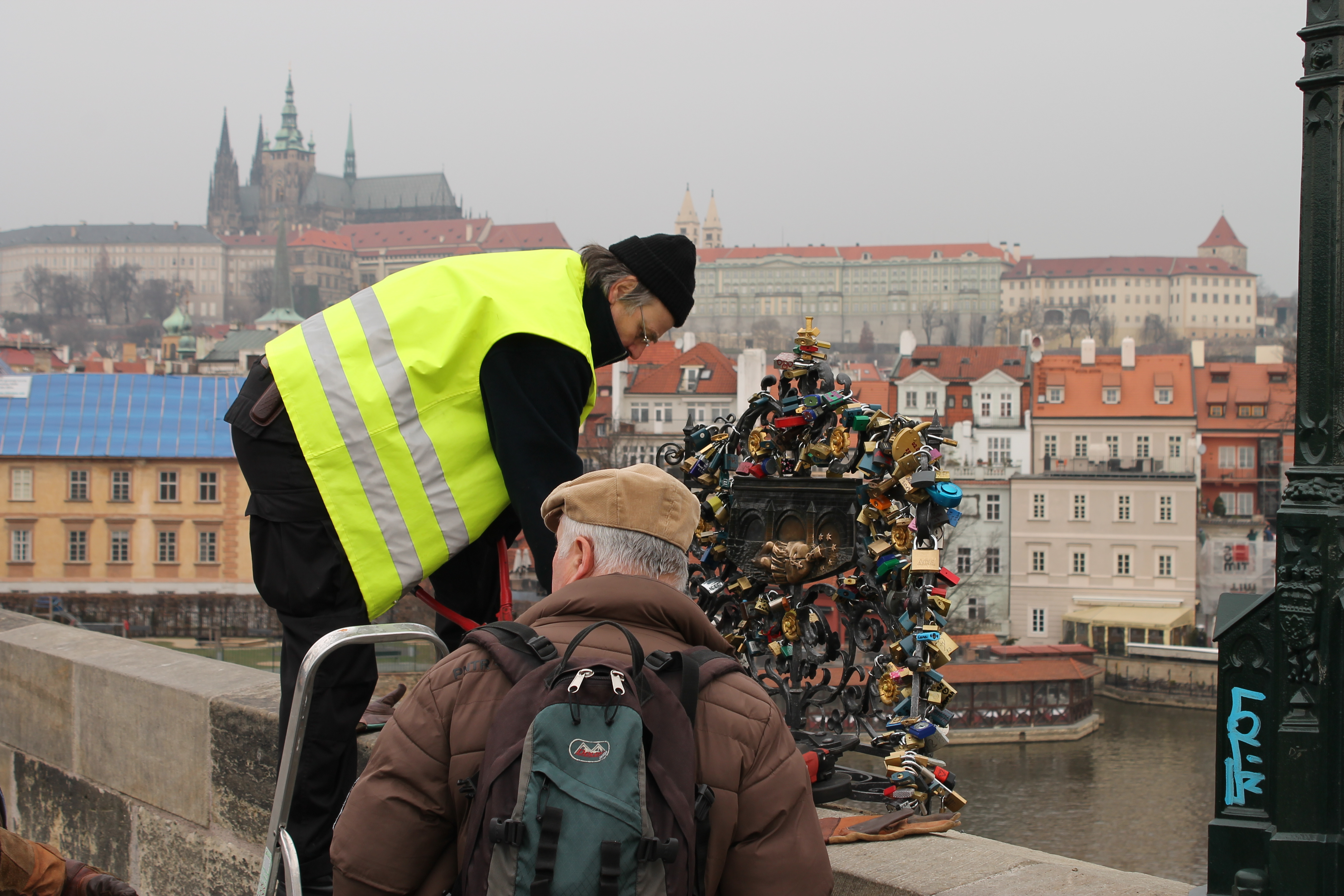
프라하의 카렐교에서 사랑의 자물쇠를 제거하는 사람

사랑의 자물쇠의 역사는 100년 전, 제1차 세계 대전 시기의 세르비아의 브르냐츠카 바냐의 온천 마을에 있는 다리 루바비교 (사랑의 다리) 에 얽힌 슬픈 이야기로 거슬러 올라간다. 브르냐츠카 바냐 출신의, 마을 학교의 여교장 '나다'는 세르비아 장교 '레자'와 사랑에 빠졌다. 서로 사랑을 나눈 후, 레자는 그리스에서 벌어진 전쟁에 참가해, 코르푸에서 온 여자와 사랑에 빠졌다. 그 결과 나다와 레자는 헤어졌으며, 나다는 실연의 상처를 이겨내지 못하여 얼마 지나지 않아 심장마비로 세상을 떠났다.
브르냐츠카 바냐 출신의 젊은 여자들은 그들의 사랑을 보존하고 싶었고, 그들의 이름과 각자 사랑하는 이의 이름을 자물쇠에 적어, 나다와 레자가 자주 만난 다리의 난간에 고정시켰다.
여타의 유럽에서는 2000년대 초반에 풍습이나 유행처럼 번져나가기 시작했다. 사랑의 자물쇠가 굉장히 다양한 위치에서 다발적으로 유행하기 시작한 이유는 불명확하다. 하지만 로마에서는 폰테 밀비오에 사랑의 자물쇠를 매다는 풍습이, 2006년에 출판되었으며 2007년에 영화화된 페데리코 모치아의 책 I Want You의 탄생에 기여했다.

## 명소와 논란

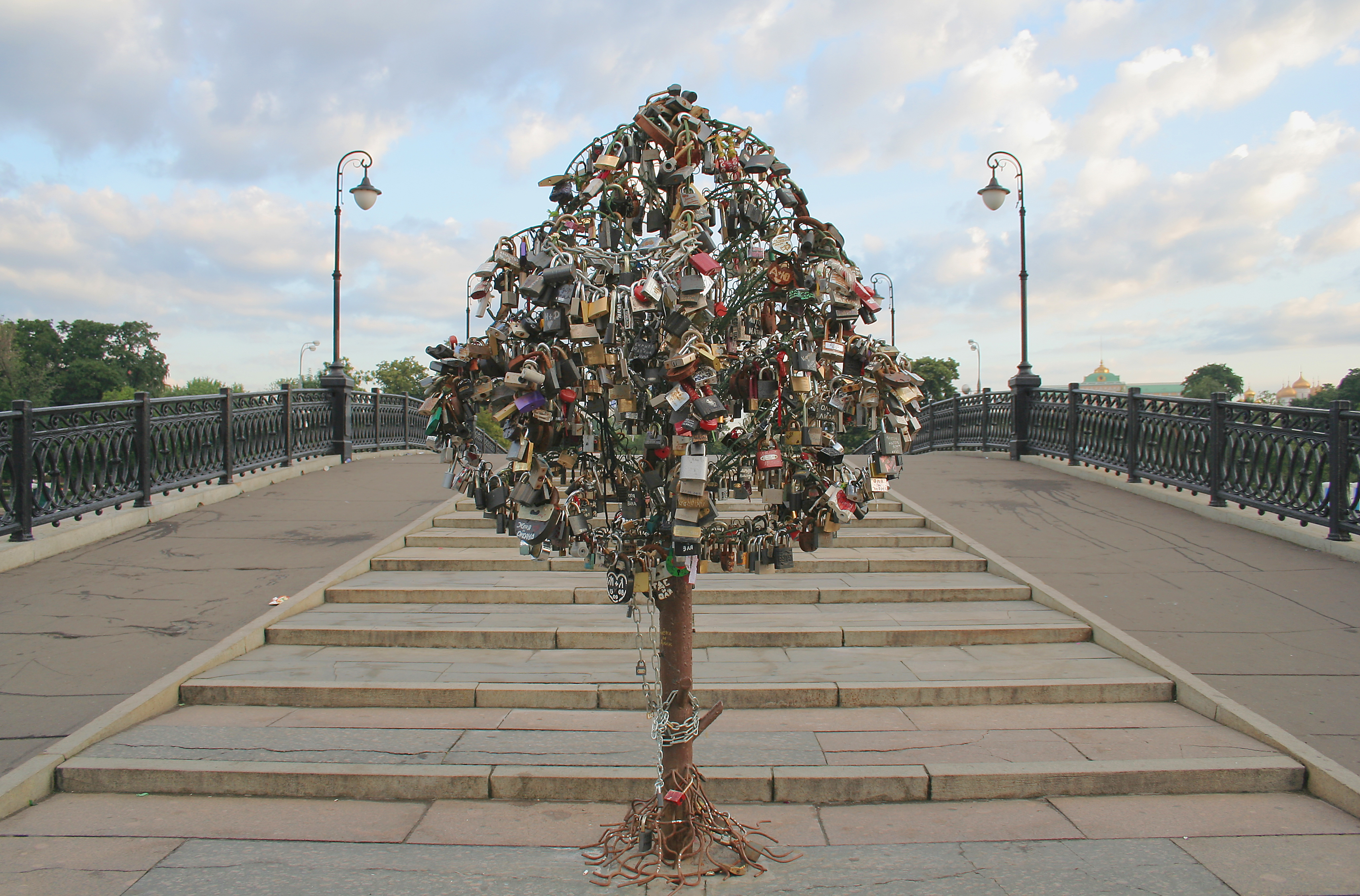
모스코바의 Vodootvodny Canal를 가로지르는 다리에, 특정한 목적을 위해 설치된 철제 나무 중 하나는 완전히 사랑의 자물쇠로 뒤덮였다.

많은 도시들에서는 사랑의 자물쇠를 거는 행위는 반달리즘으로 분류된다. 몇몇 나라들에서는 지역 행정기구와 다양한 의 소유자들은 이에 대해 탐탁치 않게 생각하며 걸려있는 사랑의 자물쇠를 제거하곤 한다:

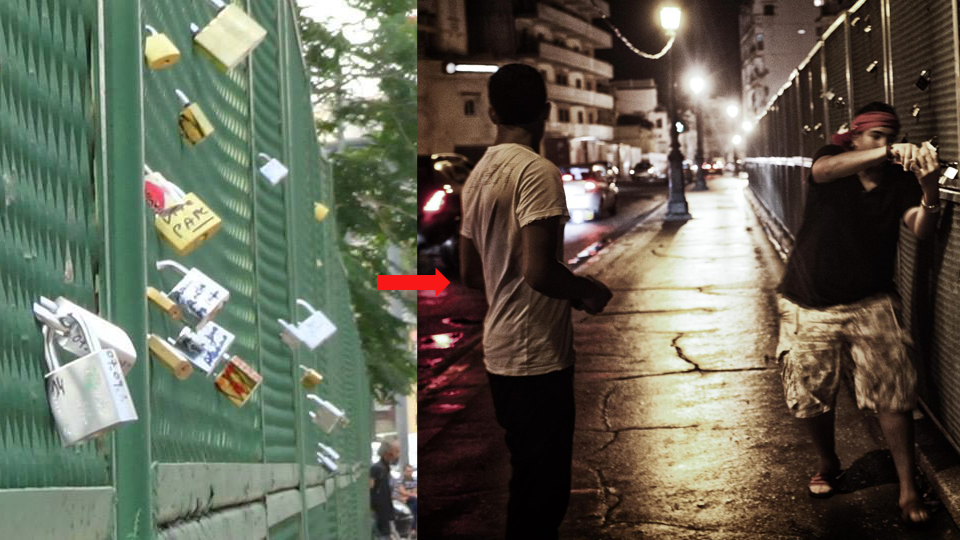
알제에서는 청소년들이 사랑의 자물쇠를 제거해왔다.

- 알제에서는 2013년 10월에 하위 구역 텔렘미에서 이전에는 자살교라고 알려졌던 다리에 사랑의 자물쇠를 달았다. 며칠 후에, 사랑의 자물쇠는 이슬람에서 금지된다고 말하는 이맘이 만든 비디오가 유포된 다음에,[출처 필요] 어떤 청소년들이 밤에 도구를 들고 와서 자물쇠를 제거하려 했다.[10][11]

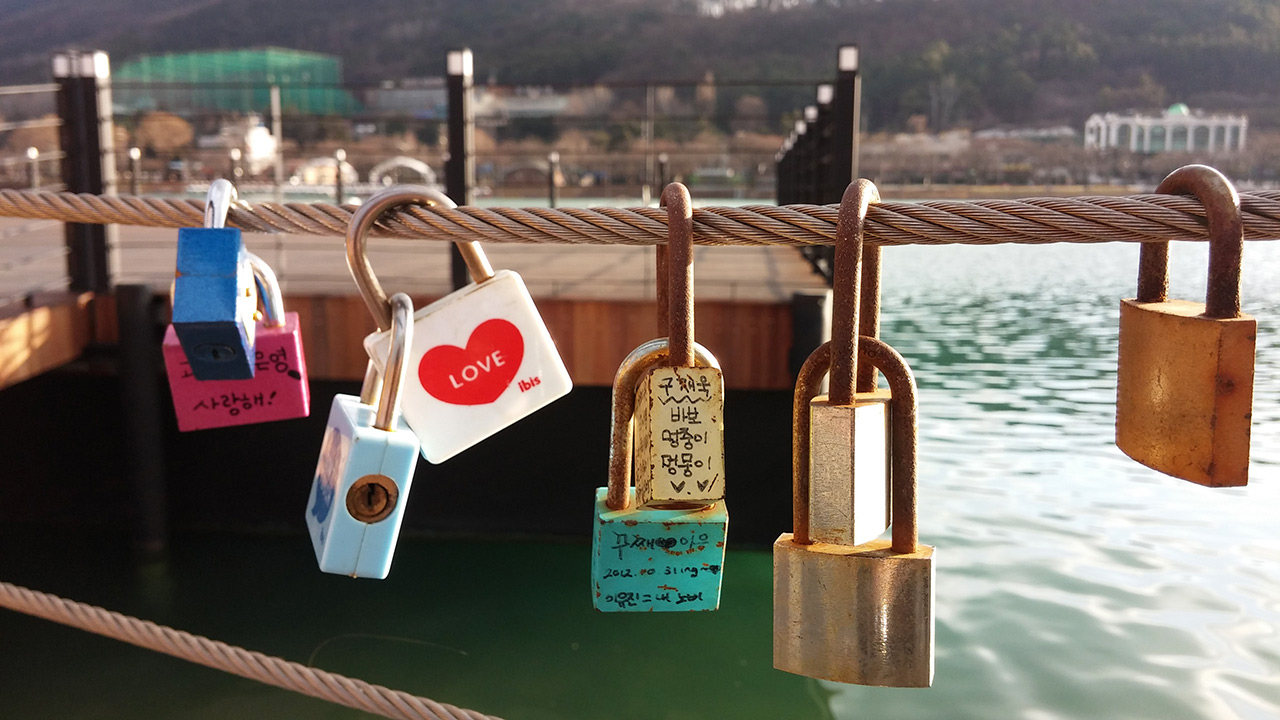
대한민국 대구 수성호수의 사랑의 자물쇠

- 호주 캔버라의 행정당국은 2015년 2월에 사랑의 자물쇠 명소가 된 다리들과 다른 곳에 매달린 자물쇠를 제거하기로 결정했다. 이러한 결정을 내린 이유는 자물쇠가 너무 많이 달려서 다리에 한계하중을 넘어선 부하를 가하고, 자물쇠와 난간이 맞닿은 부분이 손상되어 공공의 안전에 위협을 줄 가능성을 고려했기 때문이었다. 파리의 행정당국은 파리의 다리를 과도한 하중이 걸린 다리의 예시로 제시했으며, 아마 그 예시는 퐁데자르인 것으로 보인다.[12] 호주 멜버른의 의회당국은 2015년 5월 20일에 안전상의 우려로 인해 사우스게이트 인도교에 걸린 사랑의 자물쇠를 철거하기 시작했다. 22,000여 개의 사랑의 자물쇠가 철책에 고정되어 케이블을 축 처지게 한다는 것이 보고되었다.[13] 호주의 투움바에서는 사랑의 자물쇠가 공원과 대분수산맥의 정상의 전망대를 포함하는, 유산으로 등록된 관광명소 피크닉 포인트에 나타나기 시작했다.[14] 캐나다에서는 밴쿠버섬의 유클루릿의 와일드 퍼시픽 트레일에 걸리는 사랑의 자물쇠가, 이를 자연을 방해하는 것으로 간주하는 사람들에 의한 논란을 불러일으켰다. 사랑의 자물쇠는 토론토의 험버 만 아치교에서, 다리가 사랑의 자물쇠의 명소가 될 경우에 발생할 사태에 대한 미학적, 구조적 우려로 인해 제거되었다.[15]

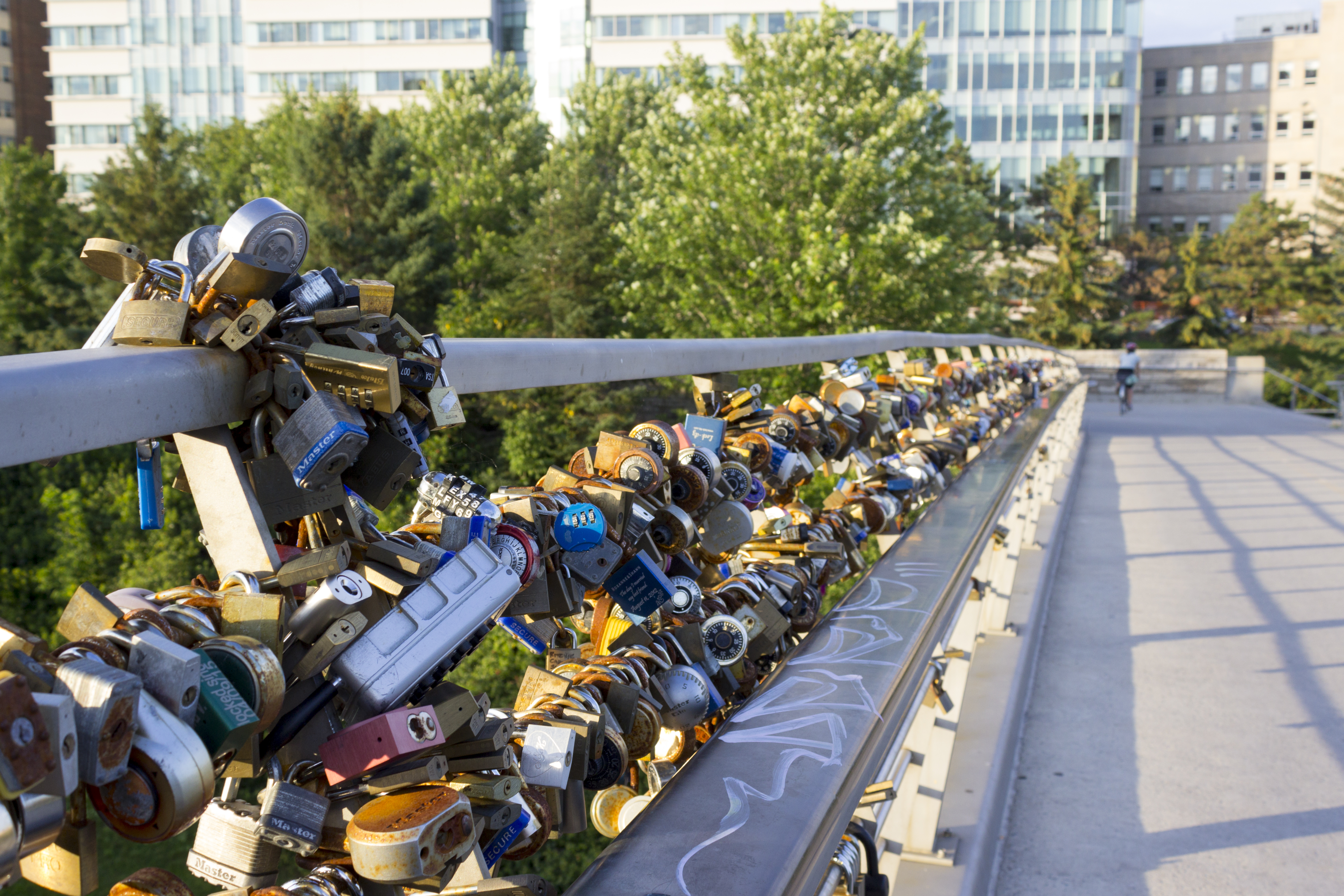
코크타운 육교의 난간에 걸린 사랑의 자물쇠

- 미국에서는 위스콘신의 드 피어의 보야저 공원에서 자물쇠들이 일몰전망대에 달려있다. 캔필드에서는 2014년에 BIG LOCK이 캔필드 박람회장에서 행해진 예술 프로젝트의 일환으로 설치되었다. 방문객들은 수탉 모양의 강철 구조물에 자물쇠를 걸도록 권장된다. 캔필드 박람회는 미국에서 제일 큰 농산물 품평회 중 하나이며, 수탉이 공식적인 상징이다. 이름 BIG LOCK은, 또 하나의 축제의 상징인 Big Rock을 상징하는 단어 유희이다.[16] 뉴욕에서는 2013년에 락스포츠 애호가 모임이 브루클린 교의 사랑의 자물쇠를 제거하기 위해 조직되었다.[17] 라스베이거스에서는 방문객들이 그 유명한 라스베이거스 스트립의 파리 호텔에 위치한 에펠탑의 1/2 크기의 모형에 설치된 엘레베이터를 타고 정상에 올라가 통로에 사랑의 자물쇠를 걸었다. 방문객들은 탑 바깥으로 키를 버리지 말라는 주의사항을 듣게 되며, 로비에서 판매되는 자물쇠들은 이를 막기 위해 열쇠 없이 열린 상태로 판매된다. 네바다의 러브락에서는 Lover's Lock Plaza의 말뚝 사이에 걸려있는 체인에 사랑의 자물쇠를 남기도록 한다.[18] 마을의 이름은 사랑의 자물쇠와 관련이 없으며. 1860년대에 이 지역에 정착한 가족들의 성씨를 딴 것이다. 마을이 이런 짓을 벌인지는 얼마 되지 않았다. 텍사스의 샌앤젤로 시는 파리에 있었던 다리와 같은 다른 사랑의 자물소의 명소에 영감을 받은 조각 "Forever Love"를 세웠다.[19][20]

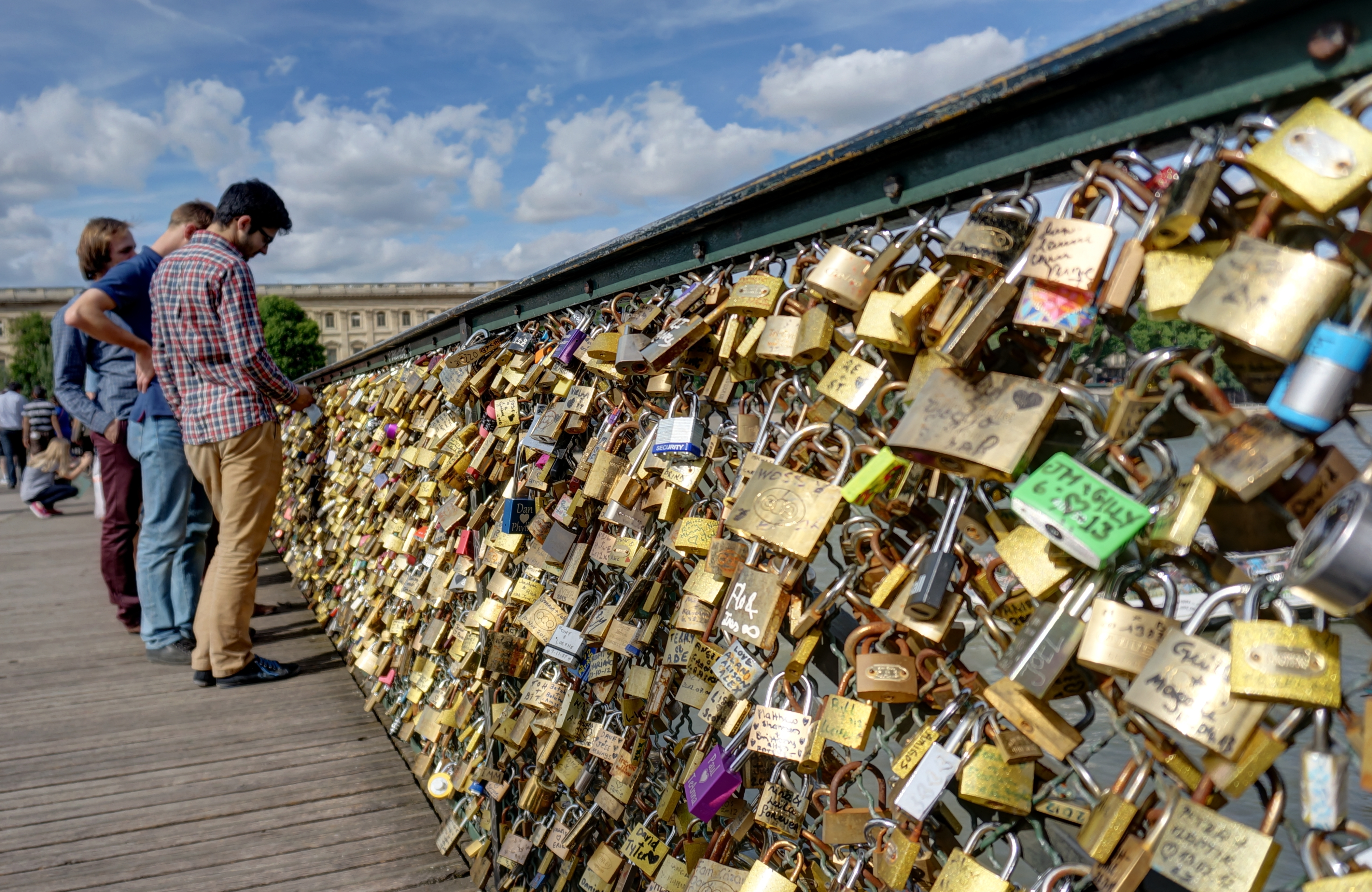
파리 퐁데자르의 사랑의 자물쇠

- 프랑스에서는, 2010년 5월에 파리에서 퐁데자르, 레오폴드 세다르 셍고르 인도교, 퐁드라셰비셰의 계속해서 늘어나는 수많은 자물쇠들에 대해 다음과 같이 우려를 표했다: "자물쇠는 파리의 역사적인 유산을 보존하는 데 문제가 된다." 퐁데자르의 사랑의 자물쇠는 2011년 5월 11일 밤에 근처의 에콜 데 보자르의 학생들이 조각을 만들기 위해 철거하였다.[21] 사랑의 자물쇠는 그 즉시 퐁드라셰비셰에 걸리기 시작했고,[5] 그 때부터 11개 이상의 셰느 강을 가로지르는 다리들, 생마르탱 운하 인도교, 도시 전역의 공원과 기념물에 퍼져나갔다. 많은 여행객들이 이러한 상황을 예전부터 존재했던 파리의 전통이라고 잘못 이해했으며, 이러한 관행이 이탈리아와 아시아의 도시들에 퍼져나간 후에야 2008년 말에 도입되었다는 것을 깨닫지 못했다. 2014년 1월에, 파리에 거주하는 두 명의 미국인이 쇄도하는 자물쇠들로부터 유서깊은 다리와 기념물을 기키기 위한 노력의 일환으로 사랑의 자물쇠 방지 캠페인, 청원 No Love Locks™[22]을 설립하였다. 국제 언론은 도시가 사랑의 자물쇠의 대안을 찾기 시작했고, 대중에 파리의 다리와 기념물에 자물쇠를 매다는 걸 멈춰달라고 요청하기 시작한 2014년 여름, 가을에 시작된 캠페인에 주목했다. 2014년 5월 9일에, 사랑의 자물쇠들의 무게가 퐁데자르 다리의 여장의 일부분을 붕괴시킨 원인으로 지목되었다.[23] 파리 시는 2014년 10월에 사랑의 자물쇠를 걸지 못하게 막기 위해 퐁데자르의 세 개의 트러스를 특별한 종류의 유리로 교체하는 실험을 시작하였다.[24] 2015년 1월 1일에는 다리의 붕괴가 시작되어 사랑의 자물쇠가 철거되었다.[25] 퐁데자르의 헌사로서 만들어진, 이용자가 다른 사람에게 가상의 사랑의 자물쇠를 보낼 수 있는 Passion Locks라는 웹사이트가 존재한다.[26]
- 독일 밤베르크에서는, 2011년에 사람들이 Kettenbrücke에 사랑의 자물쇠를 달기 시작한 이후, 당국은 그 해에 다리가 녹스는 일을 방지하기 위해 자물쇠를 제거하겠다고 공언했다. 대중의 격노와 몇 번의 마을 모임 후에, 자물쇠를 보존하기로 결정하였다. 베를린에서는 다리에 자물쇠를 매다는 행위는 경범죄이며 35유로에 달하는 경고성의 벌금을 물 수 있다. 특히 역사 깊은 다리들이 영향을 받았으며, 사랑의 자물쇠가 시각적인 미관을 해치고, 심지어 순수한 황동으로 만들어진 자물쇠가 철로 만든 다리를 전식시켜 녹이 슬게 되었다. 뤼벡의 오버터브 다리에 녹 손상에 관한 안내문이 붙었다.. 지방자치단체들은 자물쇠를 제거하면서 가해지는 손상도 문제시하고 있다.[27] 다리 회사인 도이치반은 쾰른의 호엔촐레른교에서 자물쇠를 제거하겠다고 공언했지만, 결국내 대중의 반대에 굴복했다.[28] 사랑의 자물쇠들은 지금까지도 다리에 걸려있으며, 방문객들은 이곳을 도시의 관광명소로서 방문한다.[29] 이러한 의례는 함부르크 곳곳의 다리와 등대들에도 퍼져있다.[30]
- 이탈리아 피렌체의 베오그라드에 매달려있던 5,500개의 사랑의 자물쇠가 시의회의 결정으로 제거되었다. 의회에 따르면, 자물쇠는 다리의 금속에 스크래치와 패인 자국 뿐만 아니라, 미학적인 문제도 남겼다.[31] 베니스는 다리에 자물쇠를 거는 것을 엄격하게 금지하는 도시 중 하나다. 특히 리알토 다리에서 엄격하게 단속하고 있으며, 2011년 10월에 큰 논란이 초래되었다.[32] 다리의 자물쇠는 모두 제거되었고, 자물쇠를 걸면 3,000 유로의 벌금을 지불해야 한다.[33]
- 아일랜드 더블린에서는 2012년 초에 리피강의 하페니 다리에 걸려있던 자물쇠들이 더블린 시의회의 결정으로 제거되었다. 시의회는 자물쇠가 구조에 손상을 입힐 수 있다고 말했다. 더블린 시의회의 대변인은 "이것은 몇 달 전부터 시작되었으며, 우리는 사람들에게 그만두라고 말하고 있다." 라고 말했다. 시의회는 도시 중심의 하페니 다리와 가까운 밀레니엄교의 자물쇠도 제거하였다고 밝혔다. 자물쇠는 공공장소를 흉물로 만들고 있다는 비판을 받았다. 시의회는, 자물쇠는 제거될 때도 구조물에 추가적인 손상을 입힐 수 있다고 말했다. 대변인은 시의회가 시 중심의 어떠한 다리에 있는 자물쇠도 계속해서 제고할 것이라고 말했다.[34]
- 스코틀랜드에서는 에든버러 시의회가 포스 로드 교에서 "Mark your Spot" 캠페인을 발족하였다. 다리 자체의 네 쌍의 패널이 지역 주민과 관광객들이 사랑의 자물쇠를 사서 매다는 데 사용되었다. 사랑의 자물쇠의 판매수익 10,300 유로를 지역 구명정 서비스를 제공하는 퀸스페리 RNLI에 기부한다는 계획이었다.[35] 그레트나 그린의 '구애의 미로'에서도 사랑의 자물쇠를 찾아볼 수 있다. 커플들은 그 곳에 있는 다리에 자물쇠를 달도록 장려된다.[출처 필요] 조나단 몬태규와 나탈리 다우스트는 일본에서의 만남을 기념하기 위해 예술가 클레어 그로트펠드에게 2014년 9월 4일에 예정된 결혼식을 위한 거대한 사랑의 자물쇠 분재의 설계, 제작을 의뢰하였다. 이 나무는 영국의 Beaulieu Palace House에 있으며, 커플들은 그들의 사랑의 자물쇠를 매달아서 나무를 풍성하게 한다. 건설된 지 125년이 된, 주철로 지은 섬세한 페리교는 적당한 가격으로 재단장되었다(2015-16). 며칠 지나지 않아 사랑의 자물쇠가 다리에 걸렸지만, 보기 흉한데다 구조물에 하중을 가하고, 규제 상 허용되지 않았기 때문에 얼마 지나지 않아 철거되었으며, 이후로도 부착되는 족족 제거되었다.

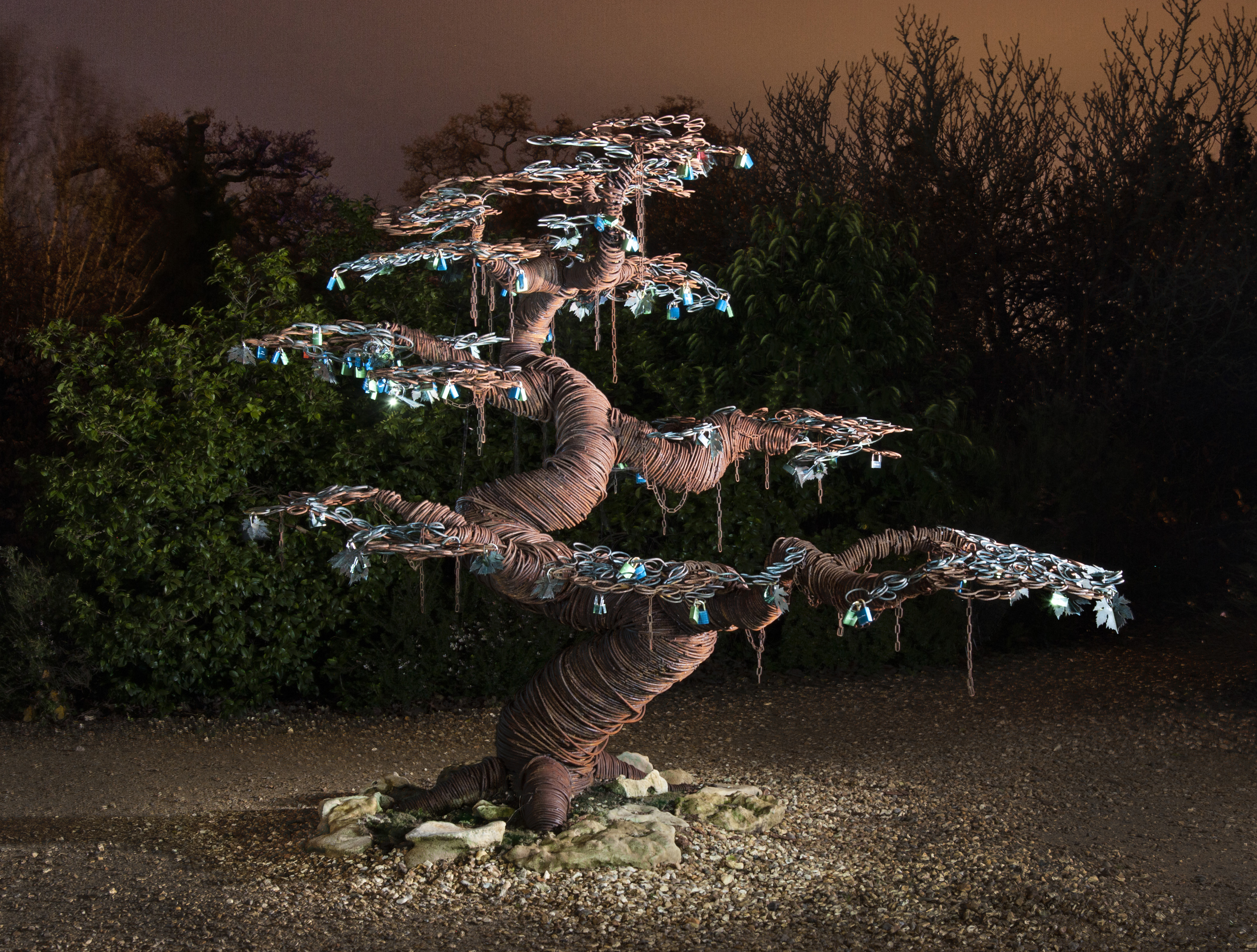
Beaulieu Palace House의 사랑의 자물쇠 나무

- 브라질 헤시피에서는 디에고 리마Diego Lima가 오로라 거리에서 진행한 사랑의 자물쇠 프로젝트의 결과물이 울타리에 걸려있었지만 사랑의 자물쇠는 두 번 씩이나 절도당해 고철로 팔렸고, 그는 세 번째 기회를 주지 않기로 결정했다.[36]

## 전설과 미신
어떤 지역에선 사랑의 자물쇠는 전설이나 미신적인 특성을 갖는다:
- 대만 펑위안에서는 펑위안역의 육교에 사랑의 자물쇠를 쌍으로 고정하는 풍습이 있다. 이 자물쇠들은 "소원의 자물쇠"라고 알려져 있으며, 지역의 전설에 따르면 밑에서 지나가는 기차가 만들어내는 자기장이 자물쇠에 에너지를 축적하여 소원을 이루어준다고 한다.[37]
- 우루과이 몬테비데오의 분수의 전면에는 영어와 스페인어로 된 설명문이 적힌 명판이 붙어있다. 영어로는 다음과 같이 적혀있다. "이 분수에 얽힌 전설은 사랑에 빠진 두 명의 이니셜이 적힌 자물쇠가 여기에 걸리면, 그들은 나중에 분수를 다시 찾을 것이며 그들의 사랑은 영원히 풀리지 않을 것이라고 말해준다."[38]